# W. Earl Brown
W. Earl Brown (Murray (Kentucky), 7 september 1963) is een Amerikaans acteur.

## Biografie
Brown doorliep de high school aan de Calloway County High School in zijn geboorteplaats Murray (Kentucky). Hierna studeerde hij in 1986 af aan de Murray State University in Murray, hierna verhuisde hij naar Chicago waar hij in 1989 zijn master of fine arts haalde aan de theaterschool van de DePaul University. Brown begon zijn acteercarrière in het theater en speelde in diverse toneelvoorstellingen. In 1993 verhuisde Brown naar Los Angeles voor zijn acteercarrière. 
Brown begon in 1991 met acteren in de film Backdraft, waarna hij nog in meer dan 100 films en televisieseries speelde. Hij is vooral bekend van zijn rol als Dan Dority in de televisieserie Deadwood waar hij in 36 afleveringen speelde (2004-2006). Voor deze rol werd hij in 2007 genomineerd voor een Writers Guild of America Award en samen met de cast voor een Screen Actors Guild Award.
Brown is in 1989 getrouwd en heeft hieruit een kind.  

## Filmografie

### Films
Selectie:
- 2023: The Dead Don't Hurt - als Alan Kendall
- 2021: The Unforgivable - als Mac Whelan
- 2019: Deadwood: The Movie - als Dan Dority
- 2019: The Highwaymen - als Ivy Methvin
- 2015: Black Mass - als Johnny Martorano
- 2014: Wild - als Frank
- 2013: The Lone Ranger - als Mustached Ranger
- 2012: The Master - als vechtende zakenman
- 2012: The Sessions - als Rod
- 2004: The Alamo - als David Burnet
- 2001: Vanilla Sky - als Barman
- 2001: Sugar and Spice - als Hank 'Terminator' Rogers
- 1999: Being John Malkovich - als eerste klant voor J.M. Inc.
- 1998: There's Something About Mary - als Warren
- 1998: Deep Impact - als McCloud
- 1997: Bella Mafia - als Fredrico Luciano
- 1997: Kiss the Girls - als slotenmaker
- 1996: Scream - als Kenny
- 1994: New Nightmare - als aanwezige in mortuarium
- 1991: Backdraft - als paramedicus

### Televisieseries
Selectie:
- 2022-2024: Hacks - als Michael - 4 afl.
- 2024: The Boar's Nest: Sue Brewer and the Birth of Outlaw Country Music - als Waylon Jennings - 6 afl.
- 2023: Hello Tomorrow! - als Big Fred - 6 afl.
- 2023: Paul T. Goldman - als Royce Rocco - 4 afl.
- 2022: Five Days at Memorial - als Ewing Cook - 7 afl.
- 2021: The Book of Boba Fett - als Weequay Barman - 2 afl.
- 2020: The Left Right Game - als Rob - 9 afl.
- 2019: Reprisal - als Witt - 7 afl.
- 2017-2018: Superstition - als The Dredge - 3 afl.
- 2017: I'm Dying Up Here - als Teddy - 7 afl.
- 2016-2017: Preacher - als Hugo Root - 11 afl.
- 2015: Wicked City - als Dan Wilkinson - 4 afl.
- 2015: True Detective - als rechercheur Teague Dixon - 5 afl.
- 2015: American Crime - als Tom Carlin - 11 afl.
- 2014: Chicago Fire - als Dave Bloom - 3 afl.
- 2013: Rogue - als Charlie - 5 afl.
- 2012: Luck - als Mulligan - 2 afl.
- 2004-2006: Deadwood - als Dan Dority - 36 afl.
- 2002: Push, Nevada - als Shadrach - 5 afl.

- Gemeinsame Normdatei: 1013826906
- Library of Congress Control Number: no2007100762
- MusicBrainz: f10a7c9b-77b8-4632-a1db-14379551bbad
- Nationale Bibliotheek van Tsjechië: osd2013767562
- Système universitaire de documentation: 169385582
- Virtual International Authority File: 262773065
- WorldCat: E39PBJr7QGJc6jFcJjfJmydxXd